# Samuel Lichtensztejn
Samuel Lichtensztejn Teszler (Montevideo, 6 de septiembre de 1934 - Montevideo, 22 de enero de 2018) fue un contador público, profesor universitario y político uruguayo.

## Biografía
De profesión contador público, en 1972 resultó elegido Rector de la Universidad de la República. Un año más tarde, con la intervención de la Universidad decretada por la dictadura militar, fue separado entonces de su cargo, debiendo exiliarse en México. Allí fue director del Instituto de Estudios Económicos de América Latina del Centro de Investigación y Docencia Económicas (CIDE).
Reinstaurada la democracia en 1985, se hizo cargo nuevamente del Rectorado de la Universidad de la República, esta vez en forma interina, hasta que, convocada una nueva elección, fue elegido para otro período en el cargo.
En 1989 fue candidato a la Intendencia de Montevideo por el Nuevo Espacio, una escisión del Frente Amplio surgida ese año, conformada por el Partido por el Gobierno del Pueblo (PGP), el Partido Demócrata Cristiano del Uruguay y la Unión Cívica.
En 1995, tras la alianza celebrada un año antes entre el PGP y el Partido Colorado, Lichtensztejn fue nombrado Ministro de Educación y Cultura del segundo gobierno de Julio María Sanguinetti. Desempeñó el cargo hasta agosto de 1998, fecha en la que Hugo Batalla le pide la renuncia, ante su oposición al reingreso de su sector al Partido Colorado, posición que posteriormente revisó. 
A partir de 2000 se desempeñó como Embajador del Uruguay en México, país en donde había residido durante su exilio. En las elecciones de 2004 acompañó la llamada "Tercera Vía" dentro del Partido Colorado, liderada por Ope Pasquet.
En octubre de 2007 fue nombrado por Raúl Arias Lovillo, rector de la Universidad Veracruzana (UV) de México, como coordinador del Programa de Estudios sobre Integración Regional y Desigualdad América-Europa, que responde a la necesidad de estudiar las problemáticas económicas, sociales y políticas de la Unión Europea (UE). El Programa también busca tender un puente de trabajo coordinado entre académicos e investigadores de la Facultad de Economía y el Instituto de Investigaciones y Estudios Superiores Económicos y Sociales (IIESES), instancia de la que depende la Coordinación.
Se incorporó al Partido Independiente en julio de 2014.
Recibió la Orden Mexicana del Águila Azteca, una condecoración que, de acuerdo con la Ley de Premios, Estímulos y Recompensas Civiles, otorga el Estado Mexicano para reconocer públicamente la conducta, méritos singularmente ejemplares, así como determinados actos u obras valiosas o relevantes realizados por extranjeros en beneficio de la humanidad o del país. Contrajo matrimonio con Liliana Kusnir y son padres de Gabriela Lichtensztejn.